# Sinogomphus
Sinogomphus is een geslacht van libellen (Odonata) uit de familie van de rombouten (Gomphidae).

## Soorten
Sinogomphus omvat 10 soorten:
- Sinogomphus asahinai Chao, 1984
- Sinogomphus flavolimbatus (Matsumura in Oguma, 1926)
- Sinogomphus formosanus Asahina, 1951
- Sinogomphus leptocercus Chao, 1983
- Sinogomphus orestes (Lieftinck, 1939)
- Sinogomphus peleus (Lieftinck, 1939)
- Sinogomphus pylades (Lieftinck, 1939)
- Sinogomphus scissus (McLachlan, 1896)
- Sinogomphus suensoni (Lieftinck, 1939)
- Sinogomphus telamon (Lieftinck, 1939)